# Ichthyoxenus
Ichthyoxenus är ett släkte av kräftdjur. Ichthyoxenus ingår i familjen Cymothoidae.
Kladogram enligt Catalogue of Life:
| Ichthyoxenus | \| \| Ichthyoxenus africana \| \| \| \| \| \| Ichthyoxenus amurensis \| \| \| \| \| \| Ichthyoxenus asymmetrica \| \| \| \| \| \| Ichthyoxenus circularius \| \| \| \| \| \| Ichthyoxenus dentimaxillus \| \| \| \| \| \| Ichthyoxenus expansus \| \| \| \| \| \| Ichthyoxenus formosanus \| \| \| \| \| \| Ichthyoxenus fushanensis \| \| \| \| \| \| Ichthyoxenus geei \| \| \| \| \| \| Ichthyoxenus hsiakowensis \| \| \| \| \| \| Ichthyoxenus japonensis \| \| \| \| \| \| Ichthyoxenus jellinghausii \| \| \| \| \| \| Ichthyoxenus longenditus \| \| \| \| \| \| Ichthyoxenus micronyx \| \| \| \| \| \| Ichthyoxenus minabensis \| \| \| \| \| \| Ichthyoxenus montanus \| \| \| \| \| \| Ichthyoxenus opisthopterygium \| \| \| \| \| \| Ichthyoxenus puhi \| \| \| \| \| \| Ichthyoxenus quadratus \| \| \| \| \| \| Ichthyoxenus sinensis \| \| \| \| \| \| Ichthyoxenus tanganyikae \| \| \| \| \| \| Ichthyoxenus tchangi \| \| \| \| \| \| Ichthyoxenus yunnanensis \| \| \| \| |
|              | \| \| Ichthyoxenus africana \| \| \| \| \| \| Ichthyoxenus amurensis \| \| \| \| \| \| Ichthyoxenus asymmetrica \| \| \| \| \| \| Ichthyoxenus circularius \| \| \| \| \| \| Ichthyoxenus dentimaxillus \| \| \| \| \| \| Ichthyoxenus expansus \| \| \| \| \| \| Ichthyoxenus formosanus \| \| \| \| \| \| Ichthyoxenus fushanensis \| \| \| \| \| \| Ichthyoxenus geei \| \| \| \| \| \| Ichthyoxenus hsiakowensis \| \| \| \| \| \| Ichthyoxenus japonensis \| \| \| \| \| \| Ichthyoxenus jellinghausii \| \| \| \| \| \| Ichthyoxenus longenditus \| \| \| \| \| \| Ichthyoxenus micronyx \| \| \| \| \| \| Ichthyoxenus minabensis \| \| \| \| \| \| Ichthyoxenus montanus \| \| \| \| \| \| Ichthyoxenus opisthopterygium \| \| \| \| \| \| Ichthyoxenus puhi \| \| \| \| \| \| Ichthyoxenus quadratus \| \| \| \| \| \| Ichthyoxenus sinensis \| \| \| \| \| \| Ichthyoxenus tanganyikae \| \| \| \| \| \| Ichthyoxenus tchangi \| \| \| \| \| \| Ichthyoxenus yunnanensis \| \| \| \| |
|              | Ichthyoxenus africana |
|              | |
|              | Ichthyoxenus amurensis |
|              | |
|              | Ichthyoxenus asymmetrica |
|              | |
|              | Ichthyoxenus circularius |
|              | |
|              | Ichthyoxenus dentimaxillus |
|              | |
|              | Ichthyoxenus expansus |
|              | |
|              | Ichthyoxenus formosanus |
|              | |
|              | Ichthyoxenus fushanensis |
|              | |
|              | Ichthyoxenus geei |
|              | |
|              | Ichthyoxenus hsiakowensis |
|              | |
|              | Ichthyoxenus japonensis |
|              | |
|              | Ichthyoxenus jellinghausii |
|              | |
|              | Ichthyoxenus longenditus |
|              | |
|              | Ichthyoxenus micronyx |
|              | |
|              | Ichthyoxenus minabensis |
|              | |
|              | Ichthyoxenus montanus |
|              | |
|              | Ichthyoxenus opisthopterygium |
|              | |
|              | Ichthyoxenus puhi |
|              | |
|              | Ichthyoxenus quadratus |
|              | |
|              | Ichthyoxenus sinensis |
|              | |
|              | Ichthyoxenus tanganyikae |
|              | |
|              | Ichthyoxenus tchangi |
|              | |
|              | Ichthyoxenus yunnanensis |
|              | |